# Stadhuis van Aalst

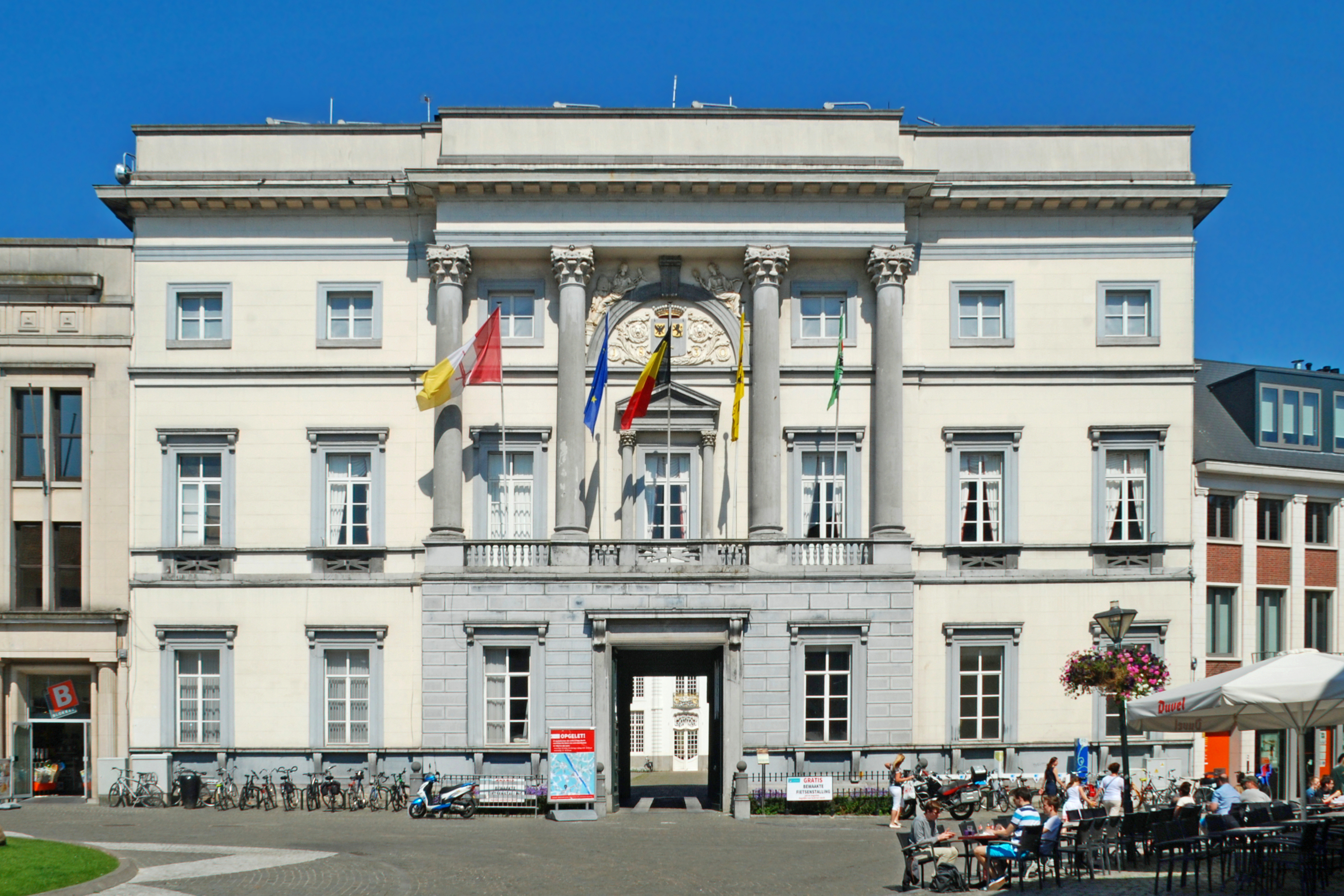
Stadhuis van Aalst

Het Stadhuis van Aalst  met het bijbehorende Landhuis is een historisch pand op de Grote Markt in de Belgische stad Aalst. Het neoclassicistische stadhuisgebouw langs de marktzijde werd opgetrokken rond 1830 onder leiding van de Gentse architect Louis Roelandt. Achter de gevel, versierd met stadswapen, bevindt zich over de twee verdiepingen de stadsfeestzaal. Rond de binnenplaats bevinden zich de gebouwen in rococostijl van het voormalige landhuis. Ze werden opgetrokken als residentie en dienstgebouwen voor het Hoofdcollege van het Land van Aalst. De uitgewerkte klokgevel van het hoofdgebouw met zonnewijzer en oculus (een klein rond venster) wordt geflankeerd door het gedenkteken van de gesneuvelden uit 1830. tot 2024 stond aan de gevel van het Landhuis het bronzen beeldje van Ondineke. Ondineke is het hoofdpersonage uit het boek ‘De Kapellekensbaan’ van Louis Paul Boon. Het standbeeld staat nu aan de sportcomplex 'Schotte', gelegen aan de Kappellekensbaan.

## Afbeeldingen

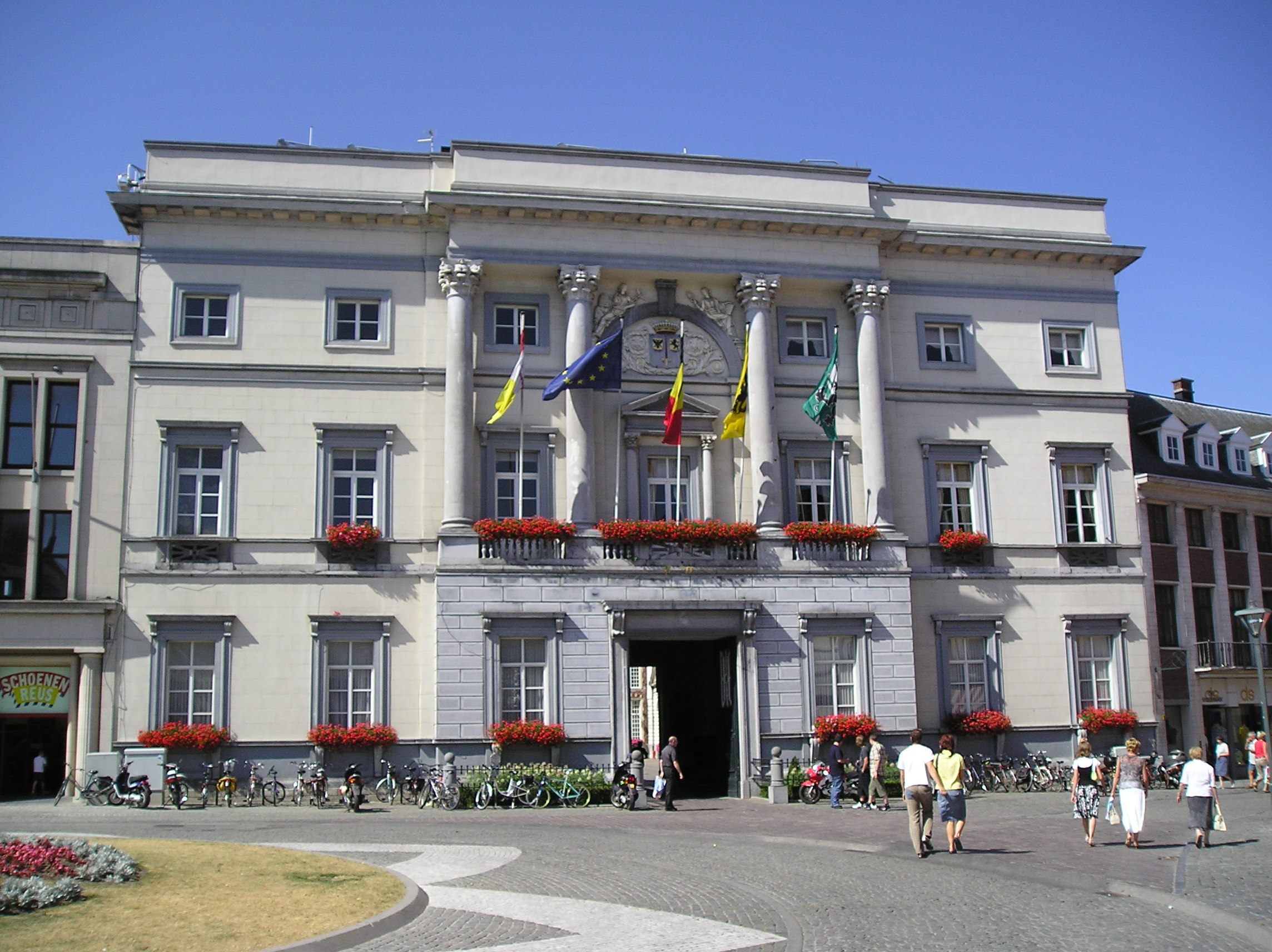
Stadhuis
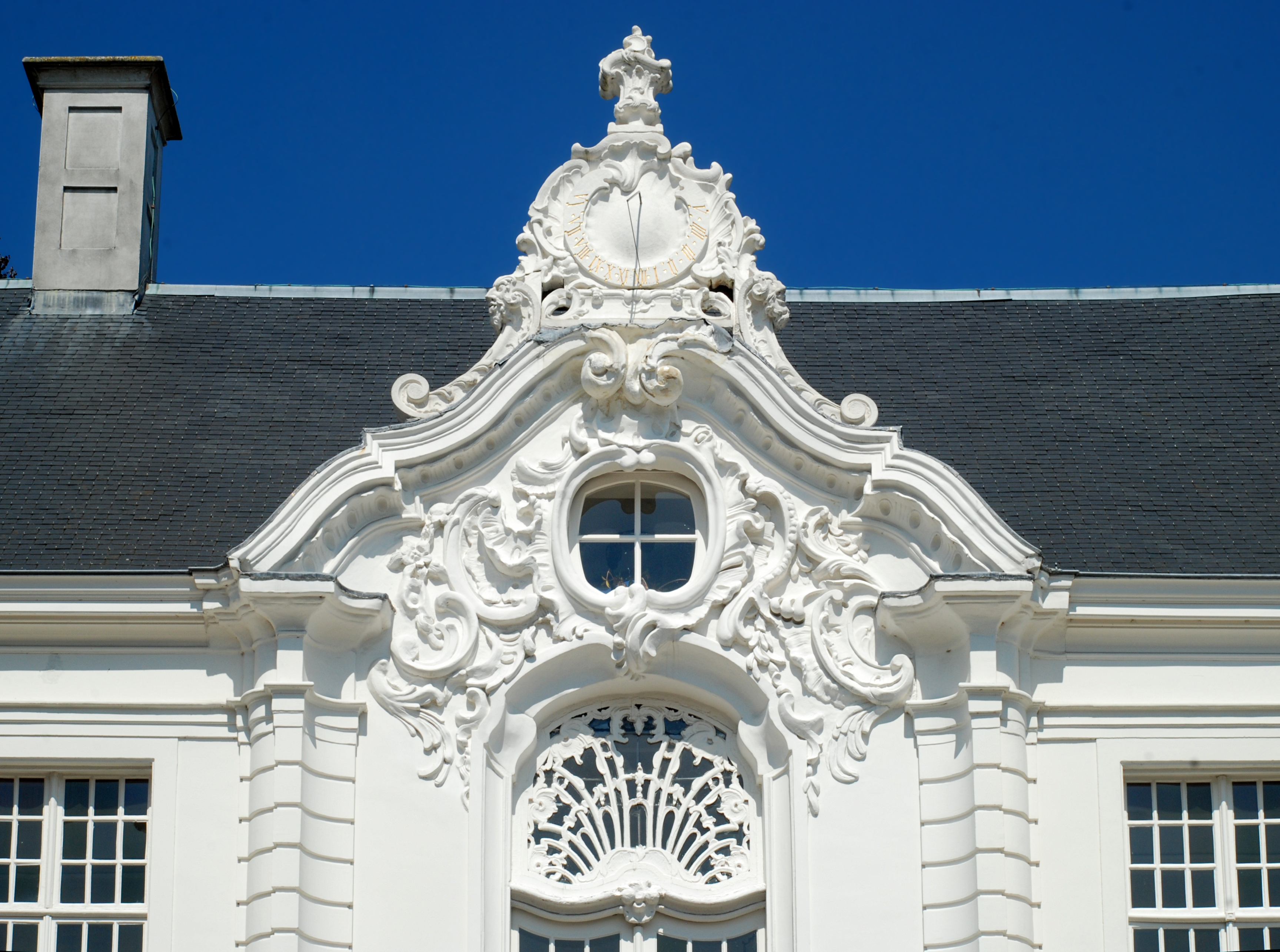
Landhuis
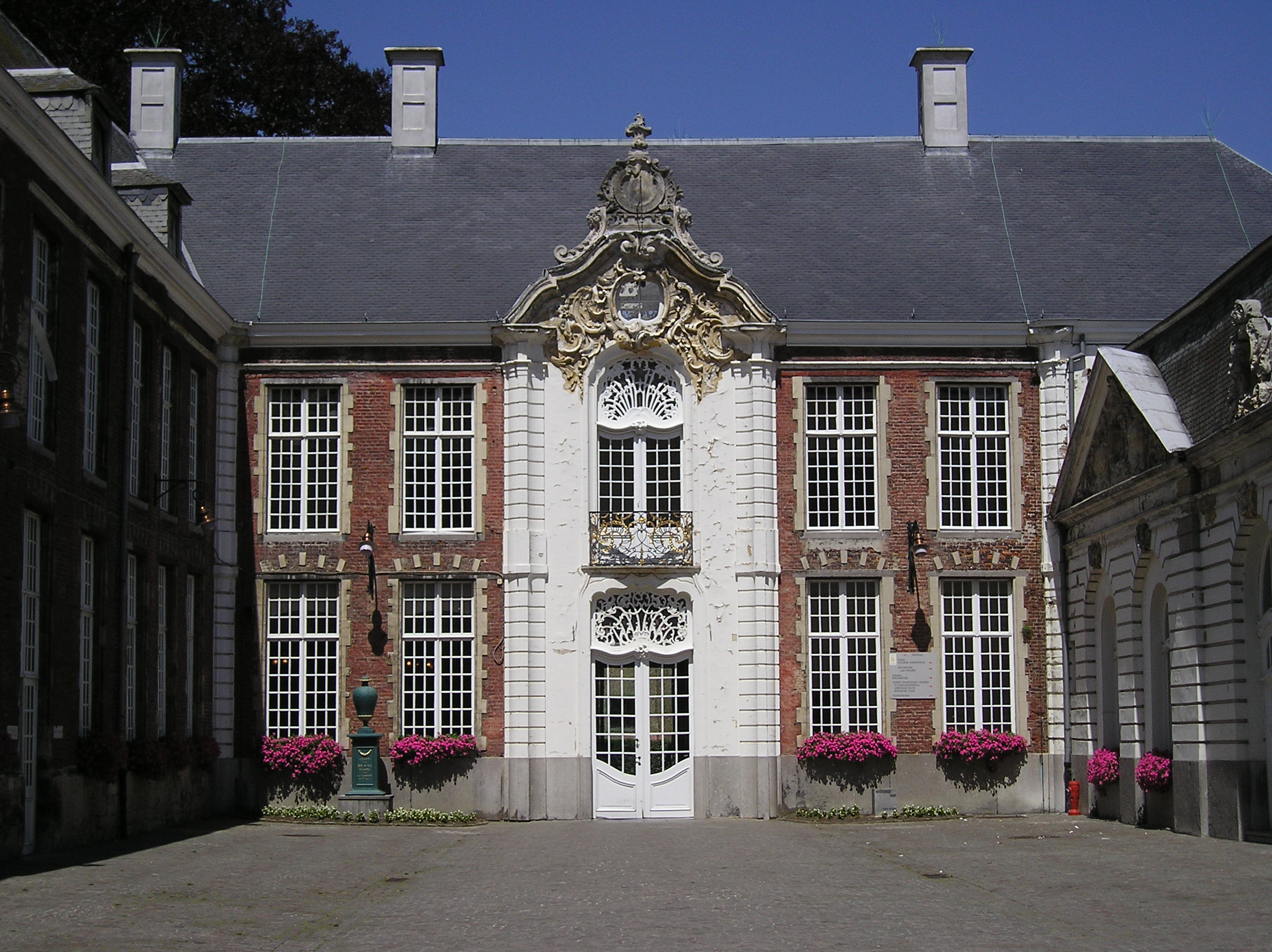
Landhuis
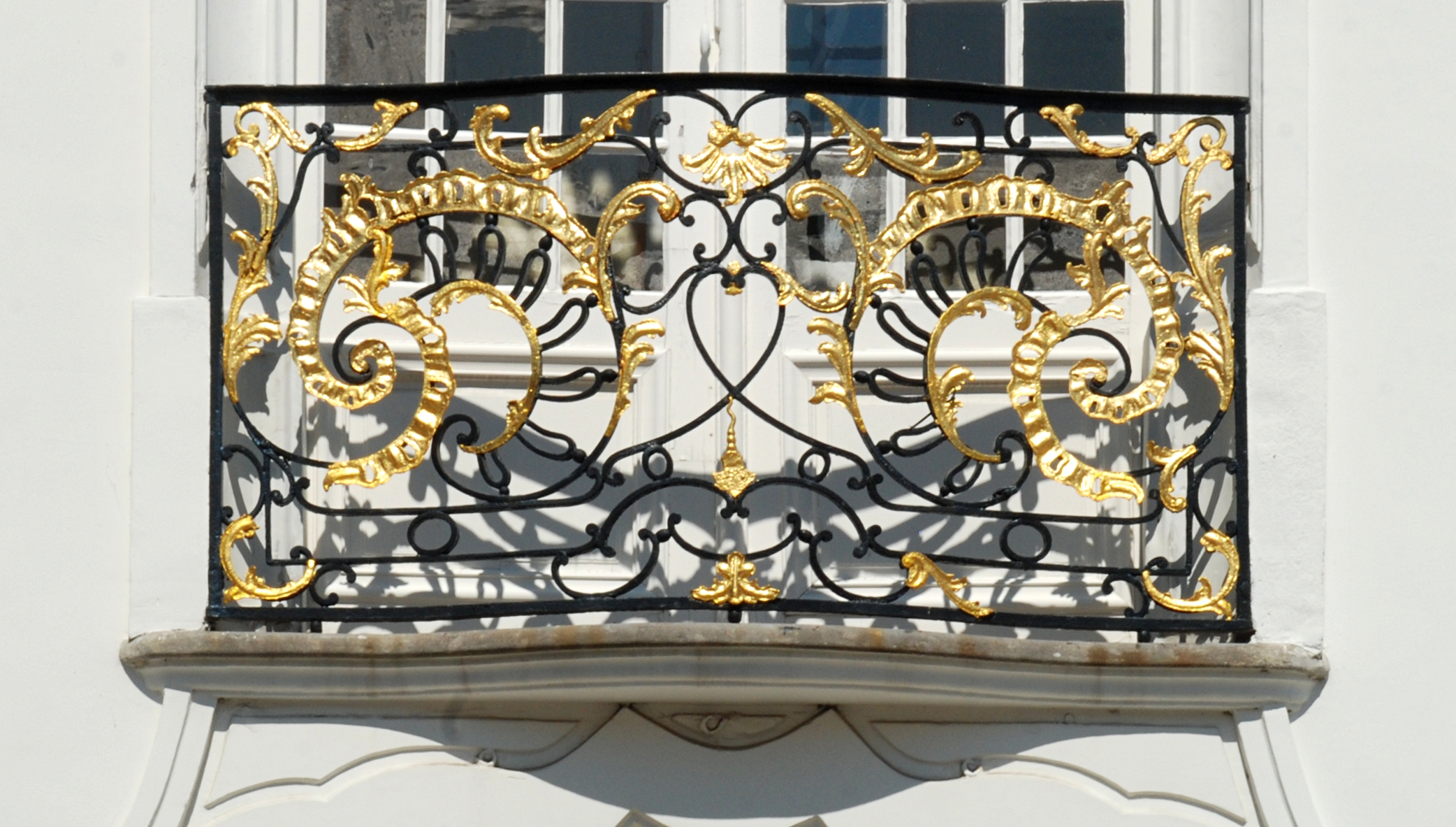
Landhuis
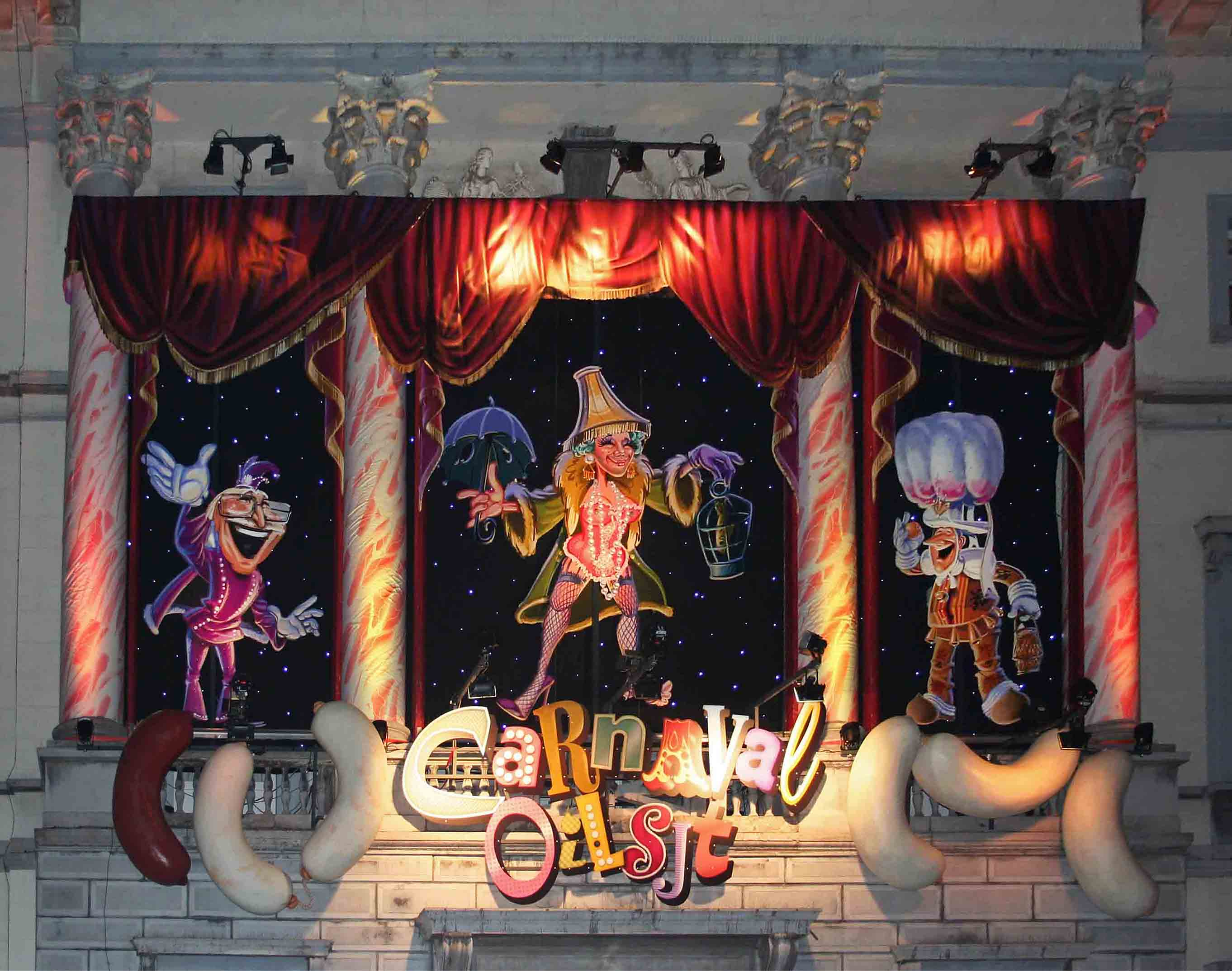
Stadhuis tijdens carnaval in Aalst
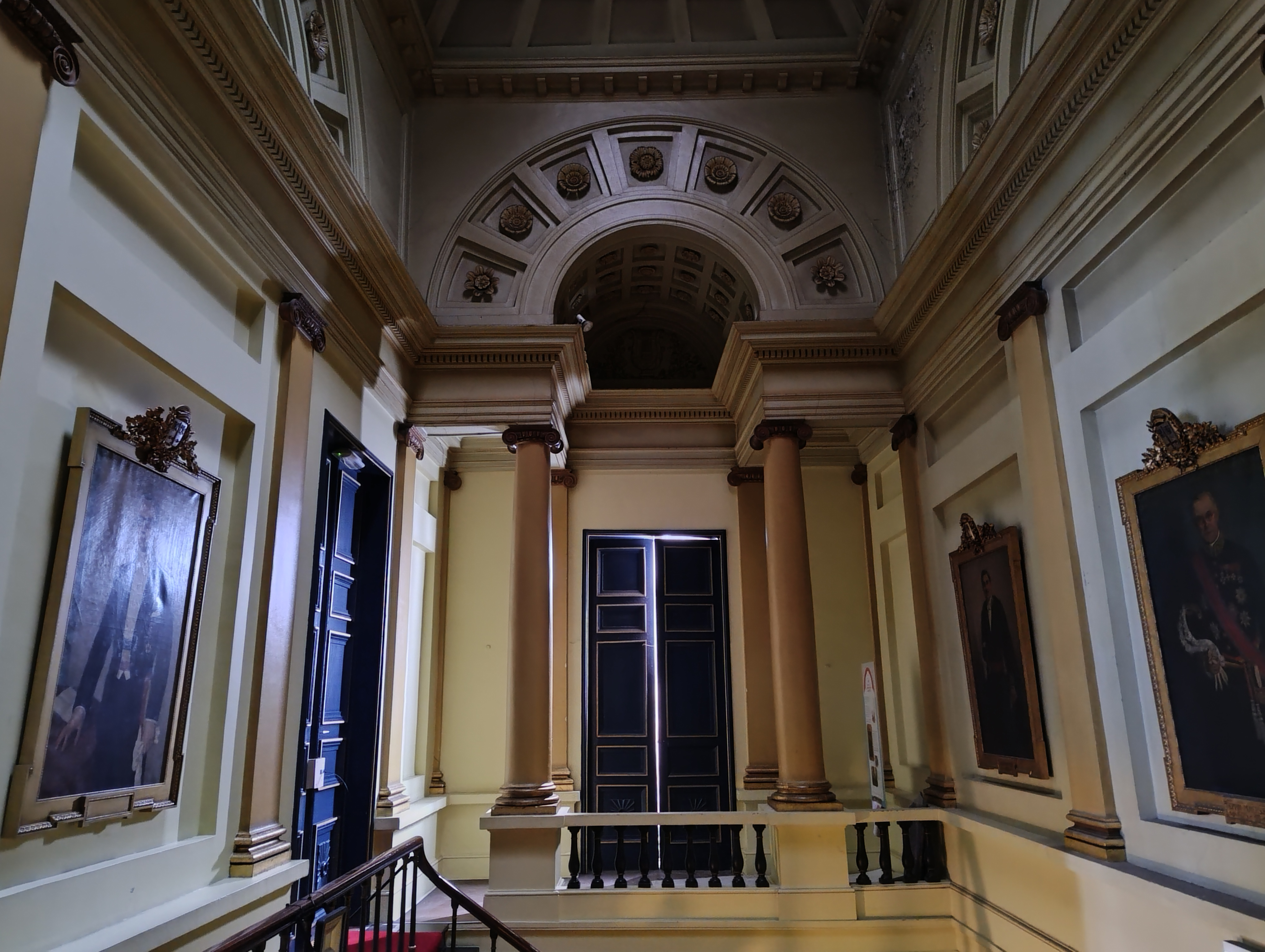
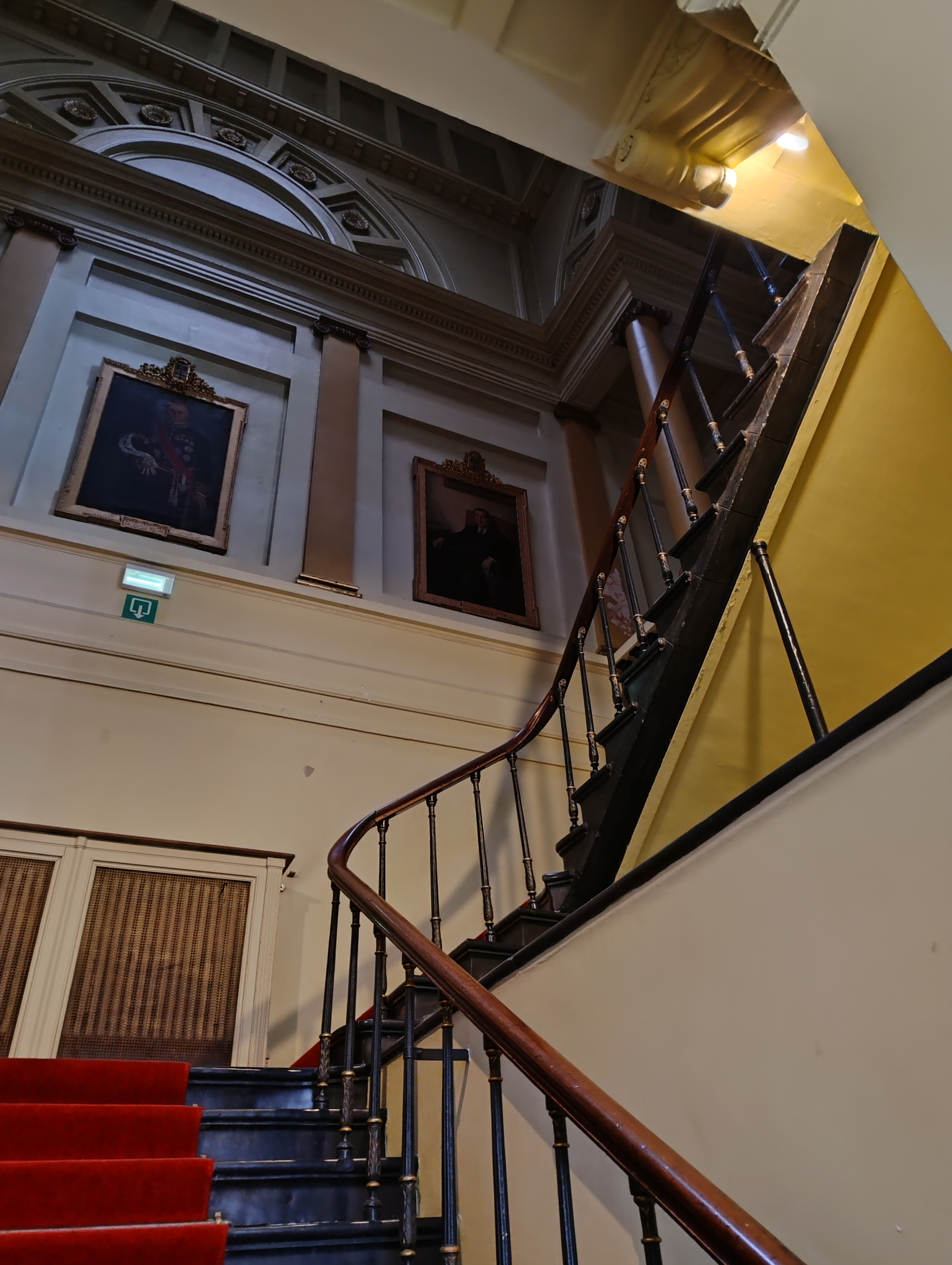
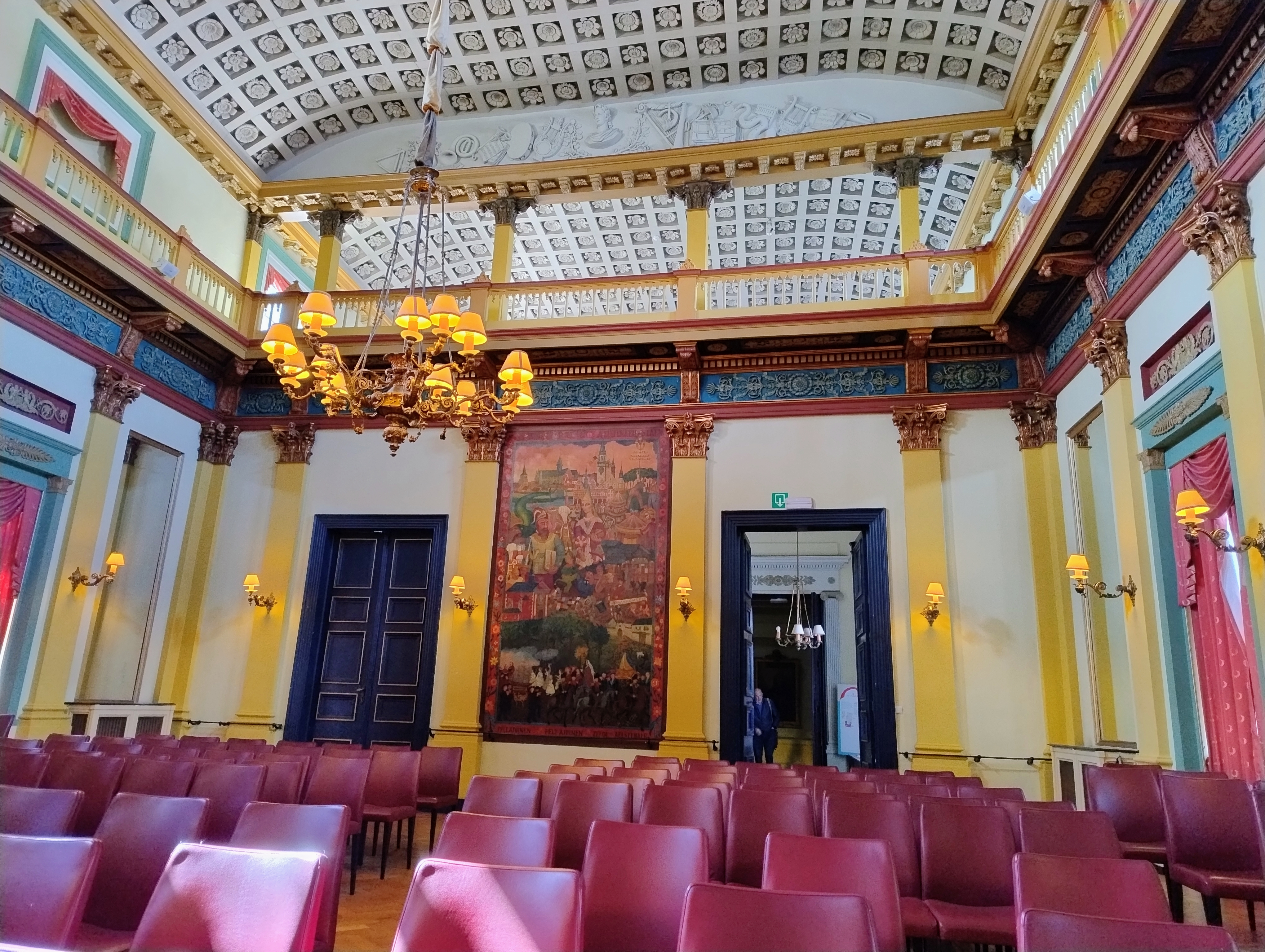
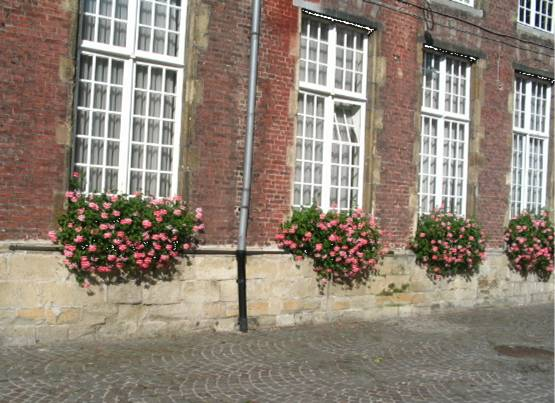